# Davidius nanus
Davidius nanus là loài chuồn chuồn trong họ Gomphidae. Loài này được Selys mô tả khoa học đầu tiên năm 1869.

## Hình ảnh

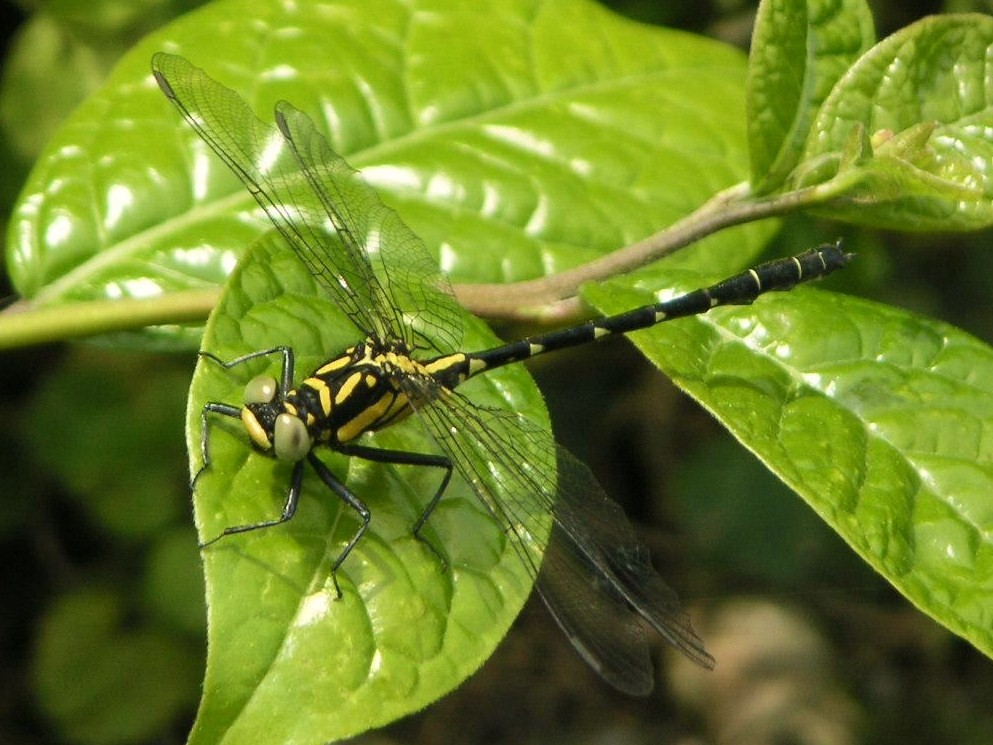